# Mortel Business
Pour plus de détails, voir Fiche technique et Distribution.
The Settlement est un film de 1999 réalisé par Mark Steilen, avec John C. Reilly, William Fichtner et Kelly McGillis. Le film a été projeté au Festival du film indépendant de Los Angeles en avril 1999.

## Synopsis
Pat (John C. Reilly) et Jerry (William Fichtner) travaillent en marge du secteur des assurances dans ce qu'on appelle les « règlements viagers », qui permettent aux patients en phase terminale d'encaisser leur police d'assurance-vie avant leur décès pour un paiement réduit. Dans les années 1980, alors que le sida met fin à des vies qui auraient pu être longues et saines, les affaires sont florissantes pour l'entreprise de Pat et Jerry, Viable Settlements, Inc. Mais quelques années plus tard, des traitements améliorés permettent de maintenir en vie les malades en phase terminale beaucoup plus longtemps – et c'est une mauvaise nouvelle pour Viable Settlements, qui est aujourd'hui au bord de la faillite. Lorsque Pat et Jerry rencontrent la belle et mystérieuse Barbara (Kelly McGillis), personne ne sait si elle est une bonne ou une mauvaise nouvelle.

## Fiche technique
Sauf indication contraire, les informations mentionnées dans cette section peuvent être confirmées par la base de données cinématographiques IMDb,  présente dans la section « Liens externes ».
- Réalisation :   Mark Steilen
- Scénario :  Mark Steilen et  Lawrence H. Toffler
- Musique : Brian Tyler
- Montage : Fabienne Rowley
- Production :  Todd Hoffman, John Kuyper
- Distribution : Belfort Entertainment
- Sociétés de production : CineTel Films, Davis Entertainment, Dogmsile Pictures et JeanRoy Enterrtainment
- Pays de production :  États-Unis
- Langue originale : Anglais
- Durées : 101 minutes
- Dates de sortie : avril 1999

## Distribution
- John C. Reilly dans le rôle de Pat
- William Fichtner dans le rôle de Jerry
- Kelly McGillis dans le rôle de la fausse Barbara / Ellie
- David Rasche dans le rôle de Denny
- Dan Castellaneta dans le rôle de Neal